# شان اوکیسی
شان اوکیسی (به انگلیسی: Seán O'Casey) شاعر و نمایشنامه‌نویس، در ۳۰ مارس سال ۱۸۸۰ در دوبلین به دنیا آمده است. کودکی‌اش را در سختی و تنگدستی گذراند و در چهارده سالگی خواندن و نوشتن آموخت.
در نوجوانی با روزنامه‌فروشی، کارگری در بارانداز، سنگ‌شکنی، کار در راه‌آهن و کارگری روزگار گذراند. در سال ۱۹۱۳ به سازمان‌دهندگان ارتش میهن‌پرستان ایرلند پیوست و از همان زمان به ویژه با خواندن نمایشنامه‌های شکسپیر ذوق نمایشنامه‌نویسی در او شکفته شد. نمایشنامه‌های او از آنچه «طنز سیاه» نامیده شده است سرشارند.
برخی از منتقدان اروپایی از او در ردیف بزرگانی همچون شکسپیر و ایبسن نام می‌برند. اوکیسی در ۱۸ سپتامبر سال ۱۹۶۴ درگذشت.

## زندگی شخصی
اوکیسی از سال ۱۹۲۷ تا زمان مرگش با بازیگر ایرلندی آیلین کری رینولدز ازدواج کرد. آنها دو پسر به نام‌های برون و نال و یک دختر به نام شیواون داشتند.

## کتابشناسی
- میان دروازه‌ها
- برگ‌های بلوط و سنبل
- سایه تفنگدار (۱۹۲۳)
- جونو و پیکاک (۱۹۲۴)
- خیش و ستاره‌ها (۱۹۲۶)
- ستاره بسرخی می‌گراید (۱۹۴۰)
- سرخ گل هائی برای من (۱۹۴۲)
- غبار باشکوه (۱۹۴۵/۱۹۴۰)